# 76 av. J.-C.
Cette page concerne l'année 76 av. J.-C. du calendrier julien proleptique.

## Événements
- 20 septembre 77 av. J.-C. (1er janvier 678 du calendrier romain) : début à Rome du consulat de Gnaeus Octavius et Gaius Scribonius[1].
  - Cn. ou L. Sicinius, tribun de la plèbe. Agitation démocratique à Rome entretenue par les tribuns de la plèbe Cn. Sicinius (76), O. Opimius (75), L. Quinctius (74) et C. Licinius Macer (72)[2]. L’oligarchie sénatoriale oppose à leurs revendications une résistance désespérée[3].
- Printemps, guerre sertorienne : Pompée laisse le gouvernement de la Gaule transalpine à Fonteius et entre en Hispanie citérieure par le Perthus, entre facilement à Emporiæ et soumet les Iacetani et les Ilergetes. Arrêté près de Lauro, il doit renoncer à dégager la ville que Sertorius prend et incendie. Pompée se replie et hiverne vers la future Pompaelo (Pampelune)[4].

- Été, guerre sertorienne : Hirtuleius est battu par Metellus à Italica et perd 20 000 hommes[5]. Metellus marche vers le nord pour faire sa jonction avec Pompée dans la vallée de l’Ebre à la fin de l’année[6].

- 5 décembre : début de la questure de Cicéron à Lilybée[7].

- Le roi hasmonéen de Judée Alexandre Jannée meurt de maladie lors du siège de Ragaba, dans le territoire de Gérasa. Son épouse Salomé Alexandra règne jusqu’en 67 av. J.-C. et son fils Hyrcan II devient grand prêtre[8]. Alexandra gouverne avec les Pharisiens, avec à leur tête Shimon ben Shetah, marchand de lin, qui devient le pharisien le plus influent de son temps. Sa légende raconte qu’à Ashkelon il a fait pendre quatre-vingt femmes pour sorcellerie[9]. Il traite durement les sadducéens et institue une ordonnance qui hypothèque les propriétés du mari s’il divorce de sa femme et protège ainsi les intérêts de celle-ci. Il institue l’école publique.
- En Dalmatie, le proconsul de l’Illyricum Caius Cosconius s'empare de la forteresse de Salone après un siège de deux ans[10].
- Fonteius devient propréteur de Gaule transalpine (environ 76-74 av. J.-C.)[11]. Il rétablit l'ordre chez les Voconces et les Volques.

## Naissances
- Asinius Pollion, orateur, historien et poète romain.

## Décès en 76 av. J.-C.
- Alexandre Jannée, roi hasmonéen de Judée et grand prêtre de Jérusalem.